# Музей невидимого мистецтва (MONA)
Музей невидимого мистецтва MONA (англ. The Museum of Non-Visible Art) — музей сучасного мистецтва в Нью-Йорку (США), у якому виставлені невидимі твори мистецтва, які можна лише уявити за створеними їхніми авторами описами, що розташовані на стінах залів. 
Ідея створення музею належить подружжю — Брейнарду Керейю та Делії Байо. Американський актор Джеймс Франко був натхненником і популяризатором ідеї невидимого мистецтва.
Музей створено у 2011 році на Мангеттені; він користується неабиякою популярністю, а твори мистецтва продаються за десятки тисяч доларів. Так, картина «Свіже повітря» (автор — Джеймс Франко) була продана за 10 000 тисяч доларів. ЇЇ придбала Емі Девідсон, медіапродюсерка, модель, акторка.